# Церковь Рождества Пресвятой Богородицы (Раменки)
Церковь Рождества Пресвятой Богородицы (Богородицерождественский храм) — православный храм в селе Раменки Егорьевского городского округа Московской области. Относится к Егорьевскому благочинническому округу Коломенской епархии.

## История
В 1803 году была выдана грамота на постройку каменной церкви архиепископом Симоном по прошению Андрея Ивановича Повалишина. В 1815 освящен придел Ильинский, а позднее придел Трёх Святителей и сама церковь; закончена колокольня. В 1849 церковь была расширена, к 1857 разобрана колокольня, на её месте построена трапезная. К 1860 году была построена новая колокольня, а к 1875 на деньги купца М. И. Пузакова расширена апсида и устроена каменная ограда с железными решётками. В 1913 году церковь была расписана масляной живописью.

## Архитектурное описание
Перестройки церкви почти не отразились на её архитектуре, представляющей необычный образец зрелого классицизма московской школы. Большое монументальное здание с выраженной продольной осью выполнено из кирпича, затем оштукатурено, профилированные детали сделаны из белого камня. Самым ранним элементом постройки, её композиционным центром является двусветная ротонда. Ротонда увенчана высоким куполом с глухим барабаном главы и люкарнами, разработана с помощью трехчастных ниш, а также вписанных в них арочных окон. Основным при декорации гладких фасадных поверхностей является мотив ниши и сандрика. Общая композиция сооружения завершается высокой ампирной колокольней в четыре яруса с цилиндрическим резонатором звона.